# Симфонічний оркестр Фінського радіо
Симфонічний оркестр Фінського радіо (фін. YLE Radion sinfoniaorkesteri, швед. YLE Radions Symfoniorkester) — радіоансамбль, що базується в Гельсінкі на кошти Фінського радіо. Основними концертними майданчиками оркестру є Палац Фінляндія і Палац культури в Гельсінкі.
Симфонічний оркестр був заснований в 1927 Ерккі Лінко, який диригував ним до 1952, і складався всього з десяти музикантів. У 1929 першим головним диригентом став Тойво Хаапанен. Після Другої світової війни склад оркестру був розширений спочатку до 50 в 1950, а потім до 67 музикантів у 1953 році, а в 1970-і роки до складу повного симфонічного оркестру.
З 2003 року оркестром керує Сакарі орами, а почесним диригентом є Юкка-Пекка Сарасте.
Серед записів оркестру переважають записи фінських композиторів, особливо Яна Сібеліуса, а також Аарре Меріканто і Пааво Хейнінена. Також отримали популярність записи симфоній Густава Малера і Карла Нільсена.

## Головні диригенти
- Тойво Хаапанен (1929-1950)
- Нільс-Ерік Фоугштедт (1950-1961)
- Пааво Берглунд (1962-1971)
- Окко Каму (1971-1977)
- Лейф Сегерстам (1977-1987)
- Юкка-Пекка Сарасте (1987-2001)
- Сакари Орамо (2003-дотепер)